# Liste von Autoren, deren Werke auf dem Index librorum prohibitorum standen
Die Liste von Autoren, deren Werke auf dem Index librorum prohibitorum standen, verzeichnet diejenigen Autoren, deren Werke (zumindest zeitweise und zum Teil) auf dem Index Romanus standen. Auch einzelne Werke von Kirchenvätern und Heiligen sowie mindestens eines Papstes (Leo der Große) gelangten auf den Index.
Als Positivliste werden nur diejenigen Autoren mit eigenem Artikel in der Wikipedia gelistet. Die Liste strebt möglichst weitgehende Vollständigkeit an. Die Liste enthält derzeit 1084 Einträge.

## Autoren

### A
Manuel Abad y Queipo, Firmin Abauzit, Jacques Abbadie, Johann Heinrich Achterfeld, Jacobus Acontius, John Acton, Melchior Adam, Joseph Addison, Agobard, Bartholomäus Agricola, Heinrich Ahrens, Valentin Alberti, Albertus Magnus, Andreas Alciatus, Jean le Rond d’Alembert, Alexander Alesius, Noël Alexandre, Prosper Alfaric, Vittorio Alfieri, Francesco Algarotti, Pierre Allix, Johann Heinrich Alsted, Andreas Althamer, Johannes Althusius, Jacob Alting, Johann Heinrich Alting, Sixtinus Amama, Michele Amari, William Ames, Luigi Amoroso, Moses Amyraldus, Anastasios Sinaites, Johann Valentin Andreae, Valerius Andreas, Lancelot Andrewes, Francesco Angeloni, Roberto Ardigò, Pietro Aretino, Altmann Arigler, Antoine Arnauld, Henning Arnisaeus, Christoph Arnold, Gottfried Arnold, Henning Arnisaeus, Dominicus Arumaeus, Anne Askew, Noël Aubert de Versé, Jean-Henri Merle d’Aubigné, John Aubrey, Jean Barbier d’Aucour, François-Alphonse Aulard, Hyacinthe Robillard d’Avrigny

### B
Francis Bacon, Giovanni Bonifacio Bagatta, Johann Wilhelm Baier, Adrien Baillet, Michael Bajus, Hieronymus Balbus, Joseph Anton Felix von Balthasar, Johann Baptist Baltzer, Étienne Baluze, Honoré de Balzac, Angelo Maria Bandini, Jean-Philippe Baratier, Jean Barbeyrac, Agostinho Barbosa, John Barclay, Robert Barclay, Barlaam von Kalabrien, Louis Barré, Caspar von Barth, Thomas Bartholin, Carlo Mosca Barzi, Jacques Basnage, Pierre Batiffol, Dominicus Baudius, Edgar Bauer, Markus Bäumler, Pierre Bayle, Lewis Bayly, Isaac de Beausobre, Simone de Beauvoir, Balthasar Bebel, Cesare Beccaria, Joseph Beck, Cristina Trivulzio Belgiojoso, Giacomo Beltrami, Paolo Beni, Jeremy Bentham, Richard Bentley, Henrik Benzelius, Pierre-Jean de Béranger, Joseph Berchtold, Josef Anton Berchtold, Henri Bergson, Ernst Bergmann, George Berkeley, Matthias Berlichius, Jean Frédéric Bernard, Matthias Bernegger, Hippolyte Bernheim, Jean de Bernieres-Louvigny, Paul Bert, Aurelio de’ Giorgi Bertola, Justin Bertuch, Christoph Besold, Joachim von Beust, Théodore de Bèze, Aurelio Bianchi-Giovini, Johannes Bidembach, Georg Bernhard Bilfinger, Johann Heinrich Bisterfeld, José Maria Blanco White, Ambrosius Blarer, David Blondel, Aloys Blumauer, Traiano Boccalini, Johannes Friedrich Böckelmann, Jean Bodin, Justus Henning Böhmer, Jacques Boileau, Jean-Jacques Boissard, Bernard Bolzano, Hendrik van Bommel, Cristoforo Bonavino, Geremia Bonomelli, Ruggero Bonghi, Jacobus Boonen, Ignaz von Born, Johann Andreas Bose, Luigi Bossi, Jacques Bénigne Bossuet, Ami Bost, Giovanni Botero, Johann Botsack, Carlo Giuseppe Guglielmo Botta, Giovanni Gaetano Bottari, Marie-Nicolas Bouillet, Nicolas Antoine Boulanger, André-François Boureau-Deslandes, Zaccaria Boverio, Giovanni Bovio, Marcus Zuerius van Boxhorn, Jean-Baptiste de Boyer, Marquis d’Argens, Robert Boyle, Johann Jakob Breitinger (Antistes), Henri Bremond, Sebald Brendel, Friedrich Brenner, Eberhard Bronchorst, François-Joseph-Victor Broussais, Thomas Browne, Johann Jakob Brucker, Christian Brünings, Giordano Bruno, Girolamo Brusoni, François Bruys, Antonio Buccellati, Andreas Heinrich Bucholtz, Karl Budde, Johann Franz Budde, Václav Budovec z Budova, Johann Gottlieb Buhle, Ferdinand Buisson, Johannes Buno, Christian Karl Josias von Bunsen, Appiano Buonafede, Ernesto Buonaiuti, Johannes Burckard, Karl Friedrich Burdach, Gilbert Burnet, Thomas Burnet, Émile Burnouf, Johann Buxtorf

### C
Pierre-Jean-Georges Cabanis, Étienne Cabet, Georg Calixt, Johannes Calvin, William Camden, Philipp Camerarius, Tommaso Campanella, Pedro Rodríguez de Campomanes, Floriano Canale, Pantaleon Candidus, Israel Gottlieb Canz, Johannes Capistranus, Giuseppe Cappelletti, Louis Cappel, Vincenzo Carafa, Juan Caramuel y Lobkowitz, Friedrich Wilhelm Carové, Jakob Carpov, Benedikt Carpzov der Jüngere, Johann Benedikt Carpzov I., Johann Benedict Carpzov II. , Moriz Carrière, Giacomo Casanova, Isaac Casaubon, Otto Casmann, Georg Cassander, Johannes Cassianus, Emilio Castelar, Sebastian Castellio, Giambattista Casti, Baldassare Castiglione, Bartolomeo Cecchetti, Christophorus Cellarius, Ephraim Chambers, Pierre Charron, Baron Edward Herbert of Cherbury, Nicolas Chorier, Philipp Neri Chrismann, Giacinto Andrea Cicognini, Nicolaus Cisnerus, Arnold Clapmarius, Adolf Clarenbach, Samuel Clarke, Daniel Clasen, Jean Claude, François Clouet, Andreas Cludius, Johannes Clüver, Philipp Clüver, Giulio Cogni, Charles-Joachim Colbert, Matthias Colerus, Pietro Colletta, Anthony Collins, George Combe, Auguste Comte, Étienne Bonnot de Condillac, Marie Jean Antoine Nicolas Caritat, Marquis de Condorcet, Victor Considerant, Hermann Conring, Alphonse Louis Constant, Henri-Benjamin Constant de Rebecque, Jean de Coras, Giulio Cesare Cordara, Andreas Corthum, Anton Corvinus, Ernst Cothmann, Nicolò Crasso, Andreas Cratander, Johannes Crellius, Cesare Cremonini, Benedetto Croce, Theodorus van der Croon, Victor Cousin, Cesare Cremonini, Alfred Croiset, Jean-Pierre de Crousaz, Christoph Crusius, Jakob Andreas Crusius, Ulrich Cubicularius, Ralph Cudworth, José Anastácio da Cunha, Kaspar Currer, Bartolomeus Curtius, Cyprian von Karthago

### D
Gabriele D’Annunzio, Gabriel Daniel, Matthias Dannenmayer, Johann Conrad Dannhauer, Dante Alighieri, Erasmus Darwin, Léon Daudet, Georg Friedrich Daumer, Pierre-Claude Daunou, Auguste Debay, Jean-Baptiste-Claude Delisle de Sales, Giambattista della Porta, Markantun de Dominis, Daniel Defoe, Charles Dellon, Thomas Dempsterus, Thaddäus Anton Dereser, Luigi Desanctis, Desboulmiers, René Descartes, Antoine Louis Claude Destutt de Tracy,  Denis Diderot, Charles Didier, Konrad Dieterich, Johann Michael Dilherr, Ernest Dimnet, Giovanni Diodati, Martin Disteli, Friedrich Dittes, Jan van der Does, Lodovico Dolce, Ignaz von Döllinger, Caspar Dornau, Johann Georg Dorsch, John William Draper, Georg Draudius, Charles Drelincourt, Matthäus Dresser, César Chesneau Du Marsais, Philippe Duplessis-Mornay, Pierre Dubois, Jean-Baptiste Dubos, Henri-Charles du Cambout de Coislin, André Duchesne, Louis Duchesne, Charles Duclerc, Charles Pinot Duclos, Adélaïde-Gillette Dufrénoy, James Duggan, Henri-Joseph Dulaurens, César Chesneau Du Marsais, Alexandre Dumas der Ältere, Alexandre Dumas der Jüngere, Charles Dumoulin, Anne Marguerite Petit Du Noyer, André Dupin, Charles François Dupuis, Johann Conrad Dürr, Heinrich Dürrschmidt, Jean Duvergier de Hauranne

### E
Cornelis van Eck, Tobias Eckhard, Geverhart Elmenhorst, Barthélemy Prosper Enfantin, Samuel Engel, Hans Engelbrecht, Simon Episcopius, Desiderius Erasmus, Johann August Ernesti, Scipione Errico, Zeger Bernhard van Espen, Alphonse Esquiros, Karl van Eß, Leander van Eß, Pierre de L’Estoile, Johann Georg Estor,  August Hermann Ewerbeck, Joseph Valentin Eybel

### F
Antoine Fabre d’Olivet, Honoré Fabri, Andreas Fabricius, Franciscus Fabricius, Georg Fabricius, Johann Fabricius, Johann Albert Fabricius, Johannes Fecht, François Fénelon, Jean-François Féraud, Enrico Ferri, Louis Figuier, Gaetano Filangieri, Giovanni Fiorentino, François de Fitz-James, Gustave Flaubert, Edmond Fleg, Claude Fleury, Paul Floren, Robert Fludd, Marianna Marchesa Florenzi, Antonio Fogazzaro, Bernard le Bovier de Fontenelle, Ugo Foscolo, Charles Fourier, Anatole France, Raoul Francé, Ausonio Franchi, Veronica Franco, Franz von Paola, Stefano Franscini, Johannes Freinsheim, Nicolas Fréret, Johann Frick, Zacharias Fridenreich, Friedrich II. von Preußen, Friedrich V. von der Pfalz, Johannes Friedrich, Nicodemus Frischlin, Ahasverus Fritsch, Libert Froidmont, Jakob Frohschammer, Alois Fuchs, Philipp Funk

### G
Stefan Gabriel, Galileo Galilei, Tommaso Gallarati Scotti, Andrea Gallo, Christian Friedrich Garmann, Étienne Joseph Louis Garnier-Pagès, Alessandro Gavazzi, Joseph Gehringer, Martin Geier, François Génin, Gennadius von Marseille, Antonio Genovesi, Giovanni Gentile, Alberico Gentili, Innocent Gentillet, Johann Gerhard, Gertrud von Helfta, Francesco Gianni, Pietro Giannone, Edward Gibbon, André Gide, Pierre Gilles, Pierre Louis Ginguené, Joseph Augustin Ginzel, Vincenzo Gioberti, Melchiorre Gioja, Pietro Giordani, Salomo Glassius, Francis Glisson, Franz Xaver Gmeiner, Eugène Goblet d’Alviella, Rudolf Goclenius der Ältere, Rudolf Goclenius der Jüngere, Jacques Godefroy,  Johann Georg Gödelmann, Johann Wolfgang Goethe, Mento Gogreve, Melchior Goldast, Oliver Goldsmith, Johann Ludwig Gottfried, Simon Goulart, Pierre-Sébastien Gourlin, Johannes Ernst Grabe, Arturo Graf, Françoise de Graffigny, Carl Peter Wilhelm Gramberg, Johann Baptist Graser, Jean Graverol, Giuseppe Maria Gravina, Albert Grawer, Antonio Francesco Grazzini, Henri Grégoire, Ferdinand Gregorovius, Henry Gréville, François Grimaudet, Francesco Griselini, Hugo Grotius, Jan Gruter, Giovanni Battista Guadagnini, Wladimir Guettée, Johann Ludwig von Güldenstubbe, Anton Günther, Francesco Guicciardini, Wolfgang Gundling, Nicolaus Gürtler, Antonio Gussalli, Heinrich Gutberleth, Jeanne-Marie Bouvier de La Motte Guyon

### H
Theodoricus Hackspan, Fidelis Haiz, John Hales, Henry Hallam, Anthony Hamilton, Jean Hardouin, Harro Harring, Johann Ludwig Hartmann, Michael Havemann, Philipp Anton Hedderich, Caspar Hedio, Johannes Hehn, Abraham Heidanus, Johann Heinrich Heidegger, Peter Heige, Heinrich Heine, Johann Gottlieb Heineccius, Daniel Heinsius, Helmold von Bosau, Franciscus Mercurius van Helmont, Claude Adrien Helvétius, Christoph Helwig, Aloys Henhöfer, Johann Herbin, Alexandre Herculano, Johann Gottfried Hermann, Georg Hermes, Johann Nikolaus Hert, Angelo Hesnard, Magdalena Heymair, Oswald Hilliger, Paul Hinschius, Hieronymus Hirnhaim, Johann Baptist von Hirscher, Thomas Hobbes, Caspar Hofmann, Johann Jakob Hofmann, Paul Henri Thiry d’Holbach, Karl Holzhey, Adolf ten Hompel, Johann Nikolaus von Hontheim, Johannes Hoornbeeck, Heinrich Horch, Johann Baptist Horix, Georgius Hornius, Rudolf Hospinian, Johann Heinrich Hottinger der Ältere, Juan Huarte de San Juan, Johann Nepomuk Huber, Marie Huber, Victor Hugo, Johann Hülsemann, David Hume, Helfrich Ulrich Hunnius, Ulrich von Hutten, Heinrich von Huyssen

### I
Ignatius von Antiochien, Conrad Iken, Melchior Inchofer, Johann Lorenz Isenbiehl, Thomas Ittig, Ivo von Chartres

### J
Louis Jacolliot, Johann Wolfgang Jäger, Johann Jahn, Jakob I. von England, Thomas James, Cornelius Jansen, Ignaz von Jaumann, Christian Gottlieb Jöcher, Johannes Chrysostomos, Johannes Indagine, John Johnston, Flavius Josephus, Julian (röm. Kaiser), Franz Junius der Ältere, Pierre Jurieu

### K
Immanuel Kant, Allan Kardec, Johann Friedrich Karg von Bebenburg, Otto Karrer, Nikos Kazantzakis, Bartholomäus Keckermann, Ludwig Keller († 1915), Martin von Kempe, Thomas von Kempen, Johannes Kepler, Corbinian Khamm, Johann Rudolf Kiesling, Peter King, 1. Baron King, Johann Siegmund Kirchmayer, Laurentius Kirchhoff, Hermann Kirchner († 1620), Joseph Peter Klein, Kaspar Klock, Franz Peter Knoodt, Wilhelm Koch, Christoph Wilhelm von Koch, Heinrich Köhler, Johann Friedrich König († 1664), Adam František Kollár, Christian Kortholt der Ältere, Nikolaus Kopernikus, Maria Faustyna Kowalska (The Index librorum prohibitorum inventory of both 1938 and the most recent 1948 inventory does NOT include Maria Faustina Kowalska or her Diary), Leonhard Krenzheim, Wilhelm Christoph Kriegsmann

### L
Jean de Labadie, Laurent Angliviel de La Beaumelle, Maurice La Châtre, Maturin Veyssière de La Croze, Lactantius, Giuseppe La Farina, Jean de La Fontaine, Jérôme Lalande, Alphonse de Lamartine, Félicité de Lamennais, Julien Offray de La Mettrie, Giovanni Lami, François de La Mothe le Vayer, Jakob Lampadius, Johannes Justus von Landsberg, Pierre Lanfrey, Andrew Lang, Joseph Langen, Hubert Languet, Jean-Denis Lanjuinais, François de La Noue, Thomas Lansius, Anne de La Roche-Guilhem, Matthias Laros, Pierre Larousse, Ernst von Lasaulx, Jan Łasicki, Hermann Latherus, François Laurent, Davide Lazzaretti, Philippe Le Bas, Johann Friedrich LeBret, Jean Leclerc, Pierre François Le Courayer, Antoine Legrand, Pierre Le Guay de Prémontval, Antoine Le Maistre, Louis-Isaac Lemaistre de Sacy, Stephanus le Moine, Nikolaus Lenau, Nicolas Lenglet Du Fresnoy, Eustache Le Noble, François Lenormant, Giacomo Leopardi, Leo der Große, Leopold I., Herzog von Lothringen und Bar, Charles-Georges Le Roy, Édouard Le Roy, Gotthold Ephraim Lessing, Pierre de L’Estoile, Michel Le Tellier, Gregorio Leti, Joseph Burkard Leu, Johann Leusden, Pierre-Charles Levesque, Melchior Leydecker, Johann Leyser, Polykarp Leyser der Ältere, Andreas Libavius, Guglielmo Libri, Christian Liebenthal, Georg Lienhardt, John Lightfoot, Philippus van Limborck, Johannes Limnäus, Justus Lipsius, Daniel Lipstorp der Jüngere, Juan Antonio Llorente, Juan Caramuel y Lobkowitz, John Locke, Johann Michael von Loën, Valentin Ernst Löscher, Alfred Loisy, Giovan Francesco Loredan, Jean-Baptiste Louvet de Couvray, Kyrillos Loukaris, Sibrand Lubbert, Stanislaus Lubienietzki, Ludwig Lucius, Johann Peter von Ludewig, Michael Caspar Lundorp, Martin Luther, Johann Evangelist Georg Lutz

### M
Niccolò Machiavelli, Maurice Maeterlinck, Carolus de Maets, Scipione Maffei, Valerian von Magnis, Michael Maier, Louis Maimbourg, Maimonides, Curzio Malaparte, Nicolas Malebranche, Celio Malespini, Terenzio Mamiani, Bernard Mandeville, Paolo Mantegazza, Auguste Maquet, Pierre de Marca, Samuel Maresius, Giambattista Marino, Augustin Marlorat, Jean-François Marmontel, Piero Maroncelli, Johann Marquard, Emanuel Martig, Piero Martinetti, Matthias Martinius, Andrew Marvell, Juan Francisco Masdeu, Jean Papire Masson, Gerhard von Mastricht, Pierre Matthieu, Charles Maurras, Georg Karl Mayer, Johann Friedrich Mayer († 1712), Beda Mayr, Richard Mead, Justus Meier, Otto Melander, Menasse ben Israel, Gustav Mensching, Benedetto Menzini, Gerhard Mercator, Louis-Sébastien Mercier, Sebastian Merkle, Franz-Ludwig Mersy, Jean Meslier, Jean Mestrezat, Johann David Michaelis, Ernst Michel, Jules Michelet, Friedrich Michelis, Jean Hippolyte Michon, Adam Mickiewicz, Johannes Micraelius, Conyers Middleton, François-Auguste Mignet, Francesco Milizia, John Stuart Mill, Johann Peter Miller, Claude-François-Xavier Millot, John Milton, Marco Minghetti, Jean-Baptiste de Mirabaud, Honoré-Gabriel Riquetti de Mirabeau, Maximilien Misson, Johann Sebastian Mitternacht, Andrzej Frycz Modrzewski, François Napoléon Marie Moigno, Petrus Molinaeus, Miguel de Molinos, Wilhelm Momma, Basilius Monner, Adolphe Monod, Michel de Montaigne, Juan Montalvo, Arnoldus Montanus, Charles de Secondat, Baron de Montesquieu, Louis Basile Carré de Montgeron, Vincenzo Monti, François Dominique de Reynaud de Montlosier, Olympia Fulvia Morata, Henry More, Étienne-Gabriel Morelly, Lady Morgan (Sydney Owenson), Daniel Georg Morhof, Andrea Morosini, Johann Michael Moscherosch, Johann Lorenz von Mosheim, Hermann Mulert, Johann Christian Multer, Salomon Munk, Ursula von Münsterberg, Johann Christian Multer, Marcus Antonius Muretus, Henri Murger, Romolo Murri, Johannes Musaeus, Andreas Musculus, Andreas Mylius († 1702)

### N
Jacques-André Naigeon, Nathan ben Moses Hannover, Karl Wilhelm Naundorff, Johannes van Neercassel, Ada Negri, Nektarios von Jerusalem, Georg Christoph Neller, Heinrich Cornelius Agrippa von Nettesheim, Edo Neuhusius, Franz Neumayr, Heinrich Nicolai, Melchior Nicolai, Pierre Nicole, Juan Eusebio Nieremberg, Gerard Noodt, Enrico Noris, Nicolas Notovitch, Luigi Novarini

### O
Benedict Oberhauser, Herkulan Oberrauch, Franz Oberthür, Jacobus Odé, Johann Oischinger, Philipp Andreas Oldenburger, Adam Joseph Onymus, Jules Oppert, Heinrich Oraeus, Alfredo Oriani, David Origanus, Malachia Ormanian, Andreas Osiander, Johann Adam Osiander, Peter von Osterwald, Casimir Oudin, Ovid, John Owen

### P
Johann Heinrich Pabst, Francesco Mario Pagano, Giovanni Palazzi, Guido Panciroli, Friedrich Georg Pape, Johannes Pappus, Pierre Parisot, Jean Nicolas de Parival, Blaise Pascal, Évariste de Parny, Georg Pasor, Étienne Pasquier, Carlo Passaglia, Heinrich Eberhard Gottlob Paulus, Cornelis de Pauw, Eugène Pelletan, Gabriel Pereira de Castro, Isaac Péreire, William Perkins, Michael Pexenfelder, Christoph Matthäus Pfaff, Iso Pfau, August Pfeiffer, Bolesław Piasecki, Aloys Pichler, Augusto Pierantoni, Pigault-Lebrun, Heinrich Pipping, Alexis Piron, Johannes Piscator, Pierre Pithou, Amandus Polanus von Polansdorf, Johann Isaak Pontanus, Louis de Potter, Jean-Martin de Prades, Dominique Dufour de Pradt, Matthäus Prätorius, Johann Georg Pritius, Pierre-Joseph Proudhon, Francesco Prudenzano, Samuel von Pufendorf

### Q
Johann Andreas Quenstedt, Pasquier Quesnel, Edgar Quinet

### R
François Rabelais, Leopold von Ranke, René Rapin, Christoph von Rappe († 1619), François-Vincent Raspail, Heribert Rau, Johann Rautenstrauch, Hermann Ravensberger, Guillaume Thomas François Raynal, Georg Rechberger, Giuseppe Regaldi, Julius Reichelt, Jacob Reihing, Reiner Reineccius, Joseph Hubert Reinkens, Dietrich Reinkingk, Anton Reiser, Johannes Reiske, Adrianus Reland, Ernest Renan, Constantin de Renneville, Peter le Page Renouf, Franz Heinrich Reusch, Elias Reusner, Nikolaus von Reusner, Eduard Reuss, Anton Reyberger, Jean Reynaud, Scipione de’ Ricci, Giovanni Riccioli, Samuel Richardson, Anthelme Richerand, Christoph Philipp Richter, Gregor Richter, Valentin Riemer, Joachim Sterck van Ringelbergh, Konrad Rittershausen, Heinrich Rixner, William Robertson, Hyacinthe Robillard d’Avrigny, Jean-Baptiste-René Robinet, Angelo Rocca, François de Roches, José Maria Rodrigues, Henri II. de Rohan, August Rohling, Pierre Roques, Salvator Rosa, William Roscoe, Alfred Rosenberg, Antonio Rosmini-Serbati, Gabriele Rossetti, Giuseppe de Rossi, Erasmus von Rotterdam, Jean-Jacques Rousseau, Jean Rousset, Caspar Royko, Antonio Rubino, Abraham Ruchat, Andreas Rüdiger, Martin Rümelin, Dolindo Ruotolo

### S
Paul Sabatier, Franco Sacchetti, Françoise Sagan, Thomas Sagittarius, Marc-Antoine Girard de Saint-Amant, Charles de Saint-Évremond, Charles-Augustin Sainte-Beuve, Henri de Saint-Simon, Claudius Salmasius, Heinrich Salmuth, Joseph Salvador, Luigi Desanctis, George Sand, Edwin Sandys, Raimondo di Sangro, Antonio Santacroce, Adrianus Saravia, Paolo Sarpi, Jean-Paul Sartre, Johannes Saubert der Jüngere, Johannes Saxonius, Carolyne zu Sayn-Wittgenstein, Joseph Scaliger, Giovanni Battista Scaramelli, Simon Schard, Franz Anton von Scharpff, Johann Gottfried Schaumburg, Bernhard Scheichelbauer, Herman Schell, Joachim Scheplitz, Johann Adam Scherzer, Wilhelm Schickard, Johann Schilter, Nivard Schlögl, Konrad Schlüsselburg, Friedrich Schmidtke, Eulogius Schneider, Aurélien Scholl, Johann Ludwig Schönleben, Martin Schoock, Kaspar Schoppe, Johannes Matthias Schrant der Ältere, Johann Friedrich von Schulte, Samuel Schultze, Hieronymus Schurff, Anna Maria von Schürmann, Konrad Samuel Schurzfleisch, Albert Schwegler, Johannes Scotus Eriugena, Abraham Scultetus, Bernardo Segni, Louis-Philippe de Ségur, John Selden, Étienne Pivert de Senancour, Daniel Sennert, Luigi Settembrini, Sulpicius Severus, Adam Theodor Siber, Justus Sieber, Constantin Siegwart-Müller, Jean de Silhon, Jules Simon, Richard Simon, Vittorio Siri, Michael Siricius, Jean-Charles-Léonard Simonde de Sismondi, Johann Sithmann, Regner Sixtinus, Johannes Sleidanus, Severin Walther Slüter, Jean Soanen, Frederic Soler, Frédéric Soulié, Jules Soury, Friedrich Spanheim, Friedrich Spanheim der Ältere, Bertrando Spaventa, Jakob Spiegel, Baruch de Spinoza, Jacques Spon, Fortunat Sprecher, Johann Jacob Spreng, Franz Stapf, Johann Friedrich Stapfer, Martin Statius, Benedikt Stattler, Richard Steele, Stendhal, Joachim Stephani, Matthias Stephani, Robertus Stephanus, Laurence Sterne, Tommaso Stigliani, Giovanni Francesco Straparola, David Friedrich Strauß, Viktorin Strigel, Wolfgang Stroothenke, Georg Adam Struve, Johann Stucke, Franz Stypmann, Francisco Suárez, Eugène Sue, Jean-Joseph Surin, Emanuel Swedenborg, Jonathan Swift

### T
Hippolyte Taine, Arcangela Tarabotti, Wilhelm Gottlieb Tennemann, Emanuele Tesauro, Jan Thaddäus, Augustin Theiner, Johann Anton Theiner, Theodoret, Jakob Thomasius, Jacques-Auguste de Thou, Placido Titi, John Toland, Dmitri Andrejewitsch Tolstoi, Niccolò Tommaseo, François-Vincent Toussaint, Andrzej Towiański, Maria Thaddäus von Trautmannsdorff, Adam Tribbechov, Antonius Triest, Johannes Trithemius, Cristina Trivulzio Belgiojoso, Nicolaus de Tudeschis, Joseph Turmel, Bénédict Turrettini, François Turrettini, Jean-Alphonse Turrettini

### U
Erasmus Ungebaur, Johann Henrich Ursinus, James Ussher, Jan van Utenhove, Karl von Utenhove

### V
Étienne Vacherot, Cipriano de Valera, Joseph Valla, Pietro della Valle, Maria Valtorta, Theodoor Hendrik van de Velde, Theodorus van der Croon, Lucilio Vanini, Benedetto Varchi, Dominique Varlet, Elias Veiel, Johann Emanuel Veith, Augusto Vera, Jacob Vernet, Joaquín Lorenzo Villanueva, Charles de Villers, Arnold Vinnius, Campegius Vitringa der Ältere, Alois Vock, Constantin François Volney, Voltaire, Gerhard Johannes Vossius, Isaac Vossius

### W
Theodor Wacker, Johann Christoph Wagenseil, Tobias Wagner, Johann Georg Walch, Brian Walton, Hans Wandal der Ältere, Michael Walther der Jüngere, Johann Matthias Watterich, Heinrich Joseph Watteroth, Johann Jacob Wecker, Eberhard von Weihe, Johann Nikolaus Weislinger, François Rodolphe de Weiss, Markus Friedrich Wendelin, Johann Angelius Werdenhagen, Gottlieb Wernsdorf der Ältere, Johannes Wessel, Ignaz Heinrich von Wessenberg, Wilhelm Martin Leberecht de Wette, Franz Wieland, Hermann Wiesmann, Hermann Wilken, John Wilkins, Abraham Wieling, Valentin von Winther, Hermann Witekind, Johann Jacob Wissenbach, Hermann Witsius, Joseph Wittig, Marcus Anton Wittola, Franz Woken, Johann Christoph Wolf, Christoph Wolle, Johannes Wolleb, Johann Ludwig von Wolzogen, Johann Wurmser, David Samuel Daniel Wyttenbach

### Y
Claude Yvon

### Z
Johann Zanger der Jüngere, Andreas Zaupser, Stefano Pietro Zecchini, Eduard Zeller, Johann Joachim Zentgraf, Caspar Ziegler, Johann Georg Zimmermann, Johann Jakob Zimmermann, Émile Zola, Giuseppe Zoppi, Peter Zorn, Heinrich Zschokke, Huldrych Zwingli

## Ausgaben und Quellen
- 1559: Rom: erste gedruckte und veröffentlichte Ausgabe: Faksimile & OCR-Erfassung mit speziellen Unterlinks; enthält einige Fehler (z. B. regelmäßig f statt langem s, u/v)
- 1564: Köln: Faksimile (Erste Ausgabe mit am Anfang stehenden übergeordneten Grundregeln)
- 1582: München: Faksimile, Bayrische Staatsbibliothek
- 1632: Sevilla: Novus index librorum prohibitorum et expurgatorum, Antonio Zapata, Hispali Ex Typographeo Francisci de Lyra. Biblioteca Virtual Miguel de Cervantes.
- 1806: Rom: Index librorum prohibitorum sanctissimi domini nostri Pii Sexti pontificis maximi jessu editus: et sub Pio Septimo ad annum usque 1806 continuatus. Ex typographia Rev. Camerae Apostolicae Google eBook
- 1904: Freiburg: Joseph Hilgers: Der Index der verbotenen Bücher in seiner neuen Fassung dargelegt und rechtlich-historisch gewürdigt, Herdersche Verlagsbuchhandlung, Freiburg im Breisgau, 1904, Imprimatur: 23. März 1904, Thomas Archiepp
- 1906: Osnabrück: Albert Sleumer: Index Romanus: Verzeichnis sämtlicher auf dem römischen Index stehenden deutschen Bücher desgleichen aller fremdsprachlichen Bücher seit dem Jahre 1870, 2. Auflage, G. Pillmeyer’s Buchhandlung, Osnabrück 1906, Imprimatur: 26. August 1906, Hubertus; 10. Auflage 1951.
- 1938: Index Librorum Prohibitorum SS.MI D. N. Pii PP. XI. Typis Polyglottis Vaticanis, Rom 1938 (Online [PDF; 27,1 MB; abgerufen am 10. Oktober 2021]).
- 1946: Vollständige Liste
- 1966: Vollständiges alphabetisches Verzeichnis
- Jesús Martínez de Bujanda, Marcella Richter: Index librorum prohibitorum 1600–1966. In: Index des livres interdits. Band XI. Médiaspaul, Montréal 2002, ISBN 2-89420-522-8 (französisch, Volltext in der Google-Buchsuche).